# Kamienice podcieniowe w Tarnowskich Górach

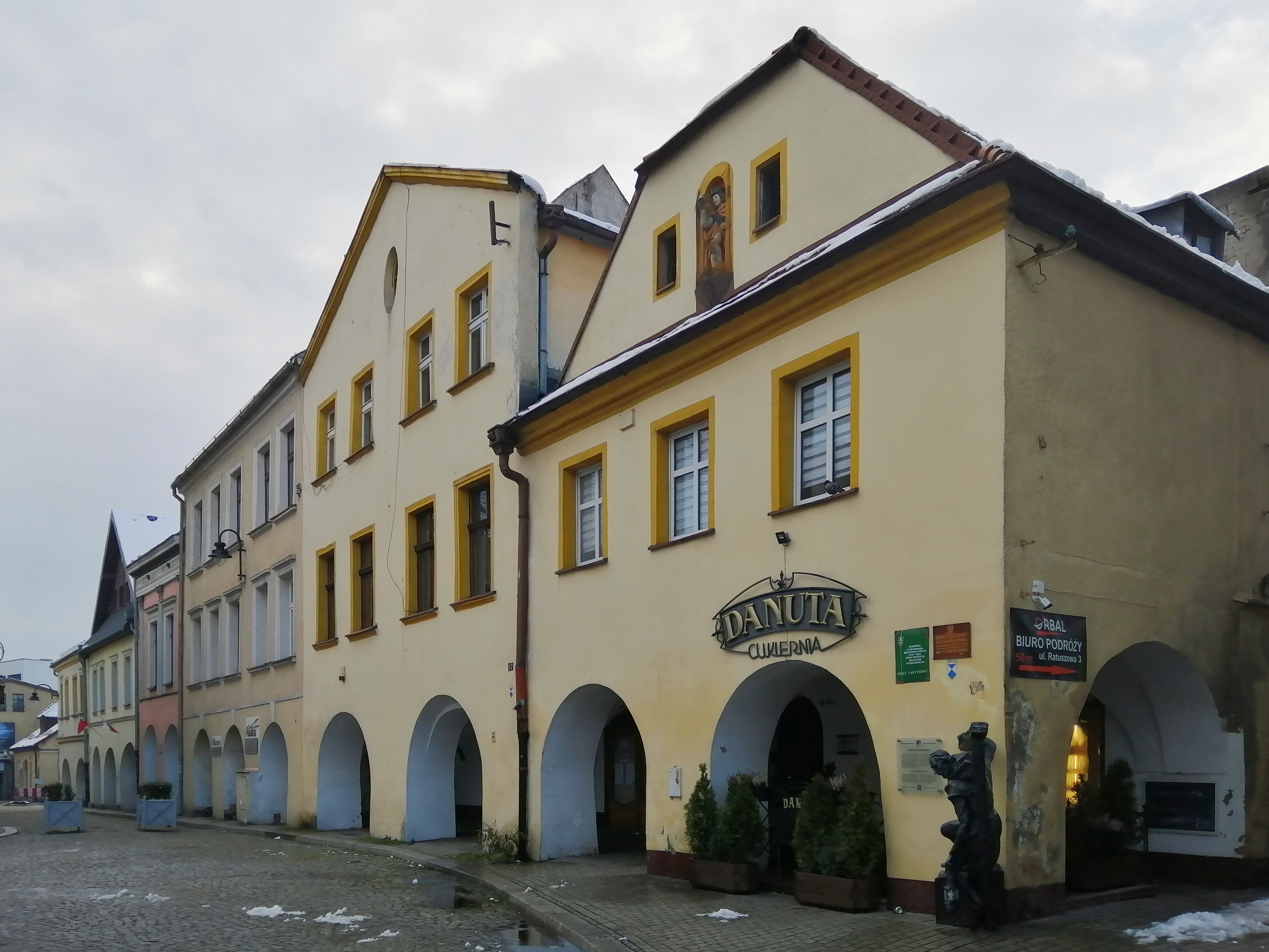
Kamienice podcieniowe na Rynku

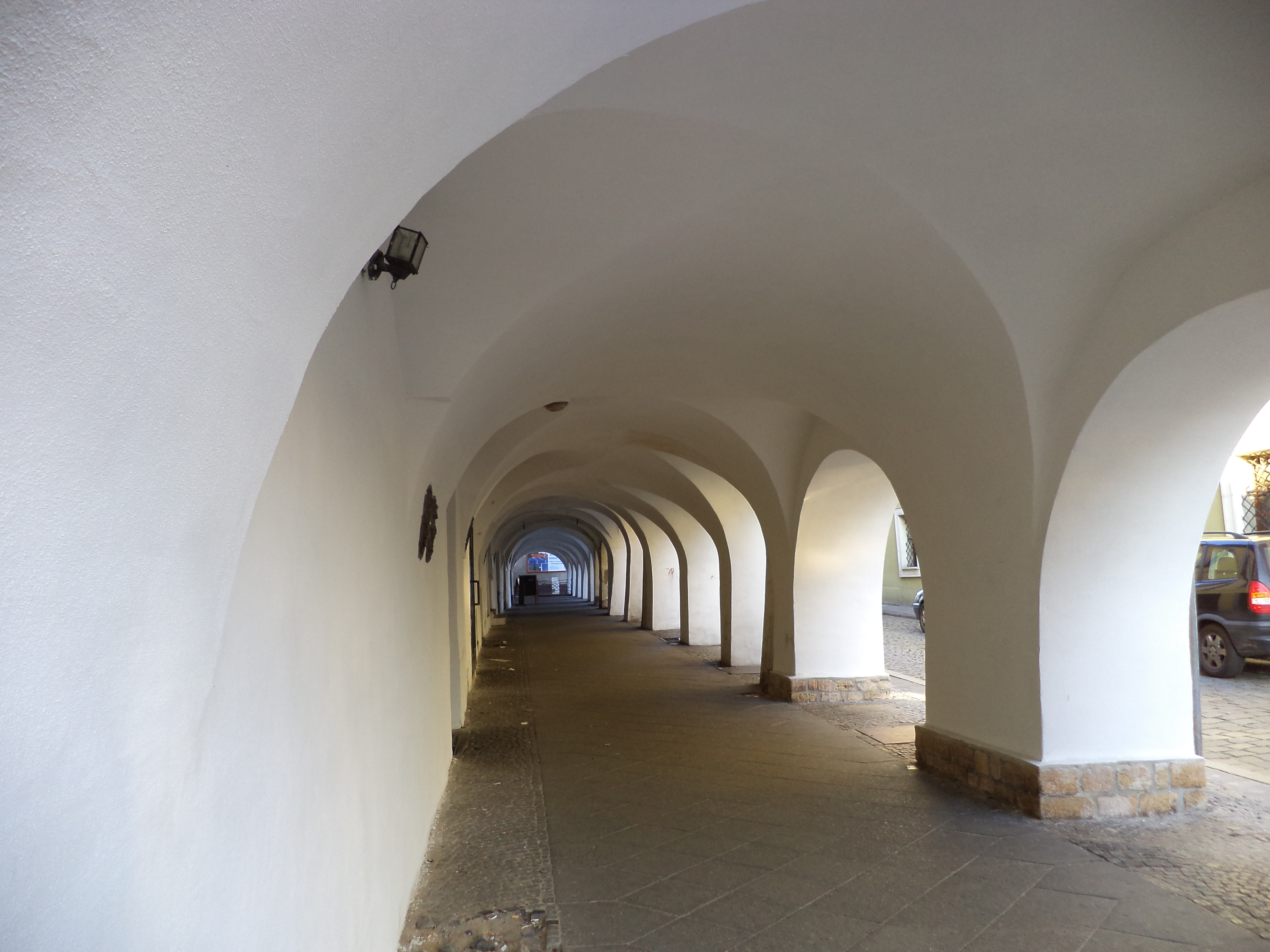
Tarnogórskie podcienia

Kamienice podcieniowe w Tarnowskich Górach – zespół zabytkowych kamienic w Tarnowskich Górach.

## Historia
Szereg kamieniczek w zachodniej pierzei Rynku i przy ulicy Gliwickiej, zwanych potocznie Laubami, powstał w 2. poł. XVI wieku, wraz ze zlokalizowaniem w tym miejscu centralnego placu miasta. 

## Architektura

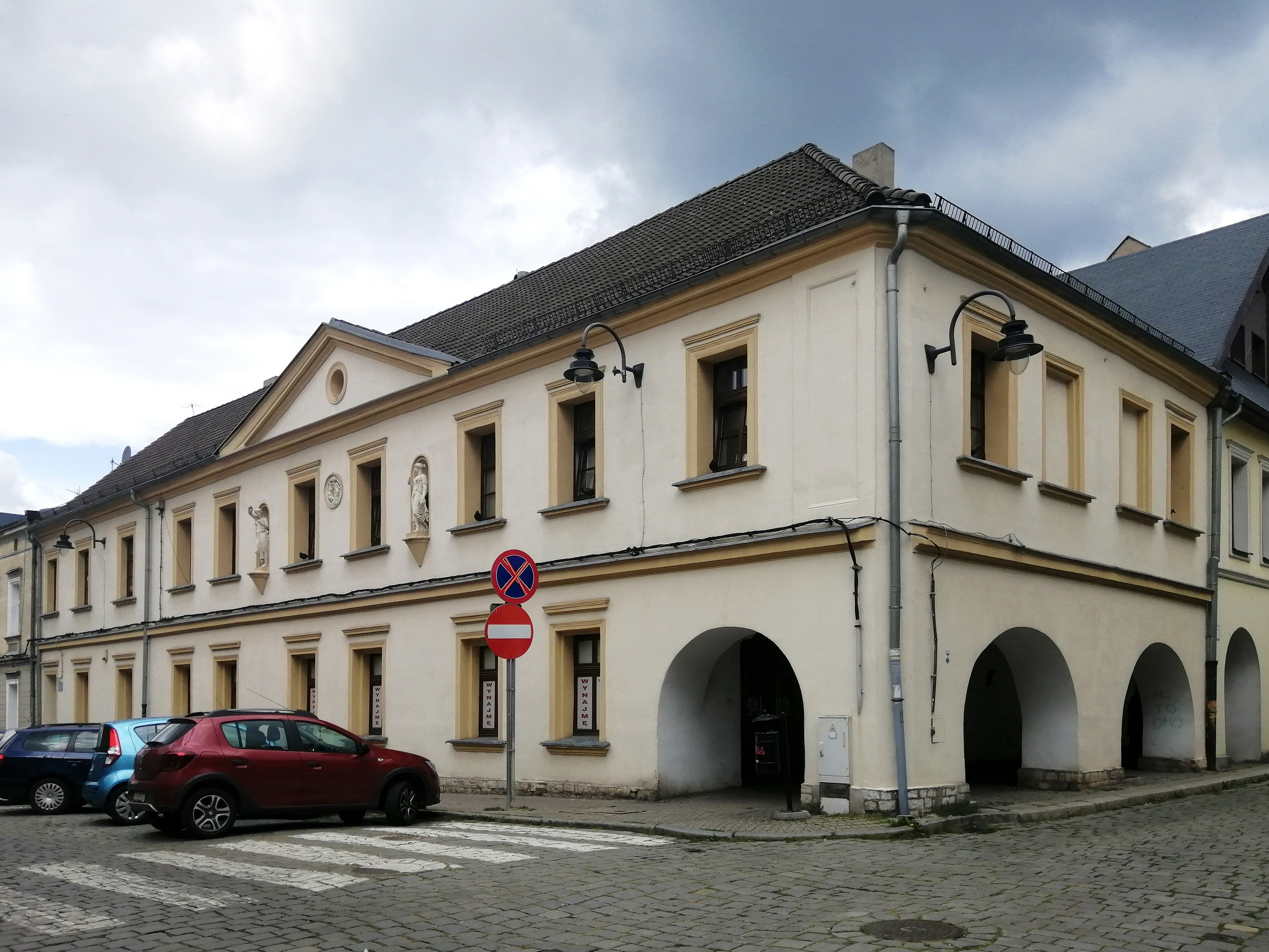
Kamienica podcieniowa przy ul. Gliwickiej 5

Arkadowe, otwarte podcienia to jeden z najbardziej rozpoznawalnych elementów tarnogórskiej architektury. Takie arkady miały dawniej jeszcze dwie sąsiednie kamienice. 
Utrzymane w stylistyce renesansowej budynki podlegały jednak wielu przeróbkom. Obecny wygląd domy z podcieniami uzyskały w początkach XIX wieku, część obiektów tej pierzei przebudowano natomiast całkowicie na przełomie XIX i XX wieku. 
We wnętrzach zachowały się archaiczne cechy architektoniczne – sklepione kolebkowo piwnice, kamienne odrzwia z gmerkiem wykonawcy.
5 września 2015 – na tydzień przed tarnogórskimi Gwarkami – przy kamienicy Rynek 17 stanęła rzeźba gwarka autorstwa Norberta Jastalskiego. Jest to czwarta taka figura w Tarnowskich Górach (pozostałe stoją u zbiegu ul. Krakowskiej i ul. Tylnej, przy dworcu MZKP Tarnowskie Góry oraz w niszy na elewacji tarnogórskiego ratusza).

## Administracja
Lauby obejmują administracyjnie budynki o numerach:
- Rynek: 17 (budynek północny oraz południowy) i 18
- ul. Gliwicka: 1, 3 i 5